# Plain Old Java Object
POJO ist eine Abkürzung für Plain Old Java Object, also ein „ganz normales“ Objekt in der Programmiersprache Java.

## Motivation
Der Ausdruck wurde im September 2000 von Martin Fowler, Rebecca Parsons und Josh MacKenzie geprägt, um einfache Java-Objekte von Objekten mit vielfältigen externen Abhängigkeiten unterscheiden zu können. Solche externen Abhängigkeiten können beispielsweise zwingend zu implementierende Schnittstellen, einzuhaltende Namenskonventionen oder notwendige Annotationen sein.
Die grundlegende Idee dabei lautet: „je einfacher, desto besser“ und ist auch als KISS-Prinzip bekannt.

“We [M. Fowler, R. Parsons, J. MacKenzie] wondered why people were so against using regular objects in their systems and concluded that it was because simple objects lacked a fancy name. So we gave them one, and it’s caught on very nicely.”

„Wir [M. Fowler, R. Parsons, J. MacKenzie] fragten uns, warum die Leute so dagegen waren, in ihren Systemen normale Objekte zu nutzen und kamen zu dem Schluss, dass ein origineller Name für einfache Objekte fehlte. Also gaben wir ihnen einen, und er wurde sehr gut angenommen.“

## Verwendung
Der Begriff wird vor allem im Zusammenhang mit Object-Relational-Mapping-Konzepten und -Tools wie Hibernate oder JDO verwendet, bei denen das Domain Model aus POJOs aufgebaut werden kann, während im Gegensatz dazu bei Entity Beans umfangreiche Konventionen einzuhalten sind.
Befreit von Konventionen wird ein POJO als ein Objekt im eigentlichen Sinne der Objektorientierung verstanden, d. h. eine Einheit bestehend aus Daten und Verhalten, auf die die bekannten Grundsätze niedrige Kopplung und starke Kapselung angewendet werden. Ein POJO ist somit im Regelfall mehr als nur eine Ansammlung von Gettern und Settern.
Eine weitere Domäne, in der der Begriff POJO eingesetzt wird, ist die Welt der Inversion-of-Control-Container wie Spring oder PicoContainer. Auch hier sollen „einfache“ Java-Objekte zum Einsatz kommen, während externe Abhängigkeiten außerhalb dieser vom Container aufgelöst werden.

## Variationen
Seit November 2005 wird der Begriff „POJO“ hauptsächlich verwendet, um ein Objekt zu beschreiben, das nicht den großen Java-Objekt-Modellen, Konventionen, oder Frameworks wie EJB entspricht. Von POJO abgeleitet ist der Begriff „POCO“, der im .NET-Umfeld verwendet wird: Plain old CLR object. 
Ein POJO ist ein Java-Objekt, das keinerlei Einschränkungen bis auf die der Java Language Specification hat. Das heißt, ein POJO sollte kein(e):
1. vorspezifizierte Klasse erweitern, wie z. B. hier:public class Foo extends javax.servlet.http.HttpServlet { …
2. vorspezifiziertes Interface implementieren, wie z. B. hier:public class Bar implements javax.ejb.EntityBean { …
3. vorspezifizierte Annotation enthalten, wie z. B. hier:@javax.persistence.Entity
public class Haus { …